# Prattsville (Arkansas)
Prattsville – miasto w Stanach Zjednoczonych, w stanie Arkansas, w hrabstwie Grant.